# Mario Fumagalli (attore)
Mario Fumagalli (Milano, 1869 – Roma, 1936) è stato un attore e direttore artistico italiano.

## Biografia
Fumagalli iniziò la sua carriera artistica come cantante, grazie agli insegnamenti del maestro Giuseppe Cima, docente presso il Conservatorio di Milano, che lo incitò a perfezionare il suo talento di baritono. Effettuò studi a Parigi e a Vienna, mettendosi in evidenza per la prima volta a Parma nel 1885, esibendosi in opere di Giuseppe Verdi, di Charles Gounod, di Filippo Marchetti di Georges Bizet.
In tutte queste opere Fumagalli si distinse anche come interprete, riuscendo ad entrare nella psicologia dei personaggi.
A causa di un abbassamento improvviso di voce abbandonò la carriera lirica e si dedicò alla prosa.
Accanto a Teresa Franchini, sposata nel 1904, formò una sua compagnia, mettendo in scena, tra l'altro, La fiaccola sotto il moggio e Fedra di Gabriele D'Annunzio.
Inoltre, avendo come obiettivo un teatro di 'poesia', portò alla ribalta opere di Maurice Maeterlinck e Oscar Wilde.
Affrontò anche l'interpretazione di Re Lear di William Shakespeare ottenendo un buon risultato.
Successivamente insegnò all'Accademia Nazionale di Santa Cecilia a Roma e diresse assieme a Lucio D'Ambra, il Teatro degli Italiani,inaugurandolo con opere di Roberto Bracco e Giacinto Gallina.
Scrisse anche due lavori drammatici (I falchi e lo strozziere, 1925), oltre ad essere capocomico e direttore di compagnia teatrale.

## Opere
- I falchi e lo strozziere (1925).